# Sima-Standard

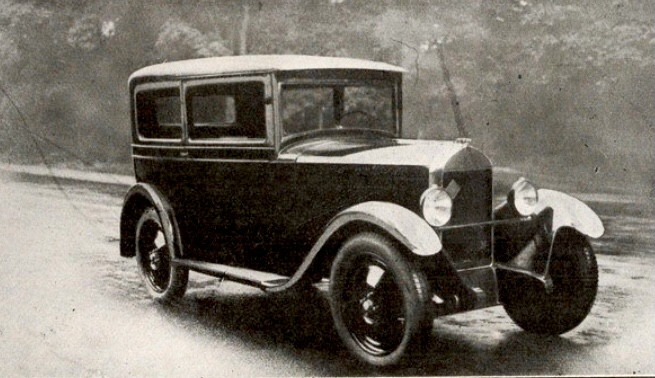
Sima-Standard

Automobiles Sima-Standard war ein französischer Hersteller von Automobilen.

## Unternehmensgeschichte
Das Unternehmen aus Courbevoie begann 1929 als Nachfolgeunternehmen von Sima-Violet mit der Produktion von Automobilen. Der Markenname lautete Sima-Standard. Konstrukteur war Émile Dombret, der vorher bei Motobloc tätig war. 1932 endete die Produktion. Außerdem entstanden Lastkraftwagen.

## Fahrzeuge
Das erste Modell war der 5 CV. Der Radstand betrug 2,55 m. Für den Antrieb sorgte ein Motor von Citroën mit 856 cm³ Hubraum (Bohrung × Hub 55 × 90 mm). Zur Wahl standen Roadster, Cabriolet sowie zwei- und viertürige Limousinen. Das Fahrzeuggewicht lag bei 700 kg. Die Höchstgeschwindigkeit stellte sich bei 70 km/h ein.
1932 ergänzte ein größeres Modell das Sortiment. Bei gleichem Radstand trieb ein Vierzylindermotor mit 68 mm Bohrung, 90 mm Hub und 1306 cm³ Hubraum das Fahrzeug an.